# Clutter
 (octobre 2012).
Clutter est une bibliothèque logicielle permettant la création rapide d'interfaces graphiques visuellement riches et animées[réf. nécessaire]. C'est un projet libre (licence GNU LGPL) et multiplate-forme. Il est soutenu commercialement par OpenedHand, société depuis rachetée par Intel, et par une communauté open source de plus en plus grande.
Clutter utilise OpenGL (1.4+) – ou éventuellement OpenGL ES (1.1+) pour une utilisation sur des plates-formes mobiles et embarquées – pour le rendu, mais avec une API qui cache la complexité de GL. L'API Clutter est conçue pour être facile à utiliser, efficace et flexible.
Le projet a été mis en « maintenance profonde » à partir de 2016. Cela signifie que depuis 2016, les seules évolutions apportées au logiciel sont des corrections de bogues.
En février 2022, l'équipe de développement annonce l'arrêt du projet. Plus aucune version ne sera publiée et les développeurs utilisant Clutter sont encouragés à porter leurs applications vers GTK 4 et libadwaita.

## Caractéristiques
- Graphes de scènes permettant de manipuler dans un espace 3D, les éléments des couches 2D sur la position, le regroupement, la transparence, le redimensionnement, la rotation et la saturation[3] ;
- Moteur d'animations fournissant une interpolation, des transitions et des effets personnalisés.
- Support de JSON
- Gestion avancée des évènements d'entrée.
- Personnalisation de police de caractère et de l'affichage de texte internationalisé avec Pango.
- Support de fonctionnalités poussées OpenGL comme les shaders.
- Orienté objets via GObject en utilisant une API similaire à GTK+.
- Fonctionne sur Linux, Windows et Mac OS X avec l'appui du système de fenêtres pour GLX, EGL, WGL et SDL.
- Développé en C, avec des interfaces pour les langages Perl, Python, C#, C++, Ruby et Vala.